# Perla Maxline Saintil
Perla Maxline Saintil, de son vrai nom, Marie Maxeline Saintil, née à Petit-Goâve, est une conteuse, comédienne et normalienne haitienne.

## Biographie
Marie Maxeline Saintil est née à Petit-Goâve. Elle passe les neuf premières années de sa vie chez sa marraine après chez une de ses tantes. 

### Parcours académique
Après ses études primaires à l'École Notre Dame de la sagesse et des études secondaires au Lycée Faustin Soulouque, elle fait des études en lettres modernes à l'École Normale Supérieure (ENS) à l'Université d'Etat d'Haiti. 

### Présence sur scène
Marie Maxeline a débuté à Petit-Goave AU Mouvement Littéraire Culturel et Artistisque des Jeunes (MOLICAJ). Ce groupe de jeunes contient une entité appelé Théatre dont elle fait partie.  Après quelques années, elle rejoint un autre groupe et devient comédienne au Mouvement théâtral de la région goâvienne (Mothergo).         
Étant à Port-au-Prince, pour ses études, elle a participé dans plusieurs activités théâtrales. En effet, le 27 février 2017, elle a joué au cote de plusieurs acteurs comédiens et comédiennes. Cette meme année, elle a participé dans festival quatre chemins. Elle a joué "Fictions ordinaires à Port-au-Prince".  Le 27 novembre 2017, elle joue dans Journal de Port au Prince sur une proposition de Catherine Boskowitz, Jean-Christophe Lanquetin et Raphael Girouard [Medellin].       
Elle participe du 20 au 25 octobre 2020 à la 11ème édition du festival interculturel «Kont anba tonèl » qui s’est déroulé à Port-au-Prince. Elle a aussi participé dans d'autres projets. C'est à ce moment qu'elle intègre Foudize Théatre. 
En 2021, Perla Maxline Saintil, est directrice artistique à Mothergo au Festival mèt Lawouze". Elle se présente comme conteuse dans divers endroits en Haiti.